# Mimoclystia deplanata
Mimoclystia deplanata är en fjärilsart som beskrevs av De Joannis 1913. Mimoclystia deplanata ingår i släktet Mimoclystia och familjen mätare. Inga underarter finns listade i Catalogue of Life.